# Buchanka obecná
Buchanka obecná (Cyclops strenuus) je nejznámější zástupce třídy buchanek. Jejím typickým znakem jsou 2 ovisaky. Její tělo není kryto krunýřem. Tykadla samic a samců se liší: samci je používají k přidržení samice při kopulaci. K plavání slouží hrudní, nepříliš dlouhé nohy. Zadeček je zakončen vidlicovitým přívěskem (furka). Nemá vyvinutou dýchací ani cévní soustavu. I v dospělosti má uprostřed hlavy pouze naupliové oko. Rozmnožují se gonochoristicky, což doprovází často i pohlavní dvojtvárnost. Samice mají váčky, v nichž nosí vajíčka do doby, než se z nich vylíhnou larvy.